# Waldgasthaus Entenfang

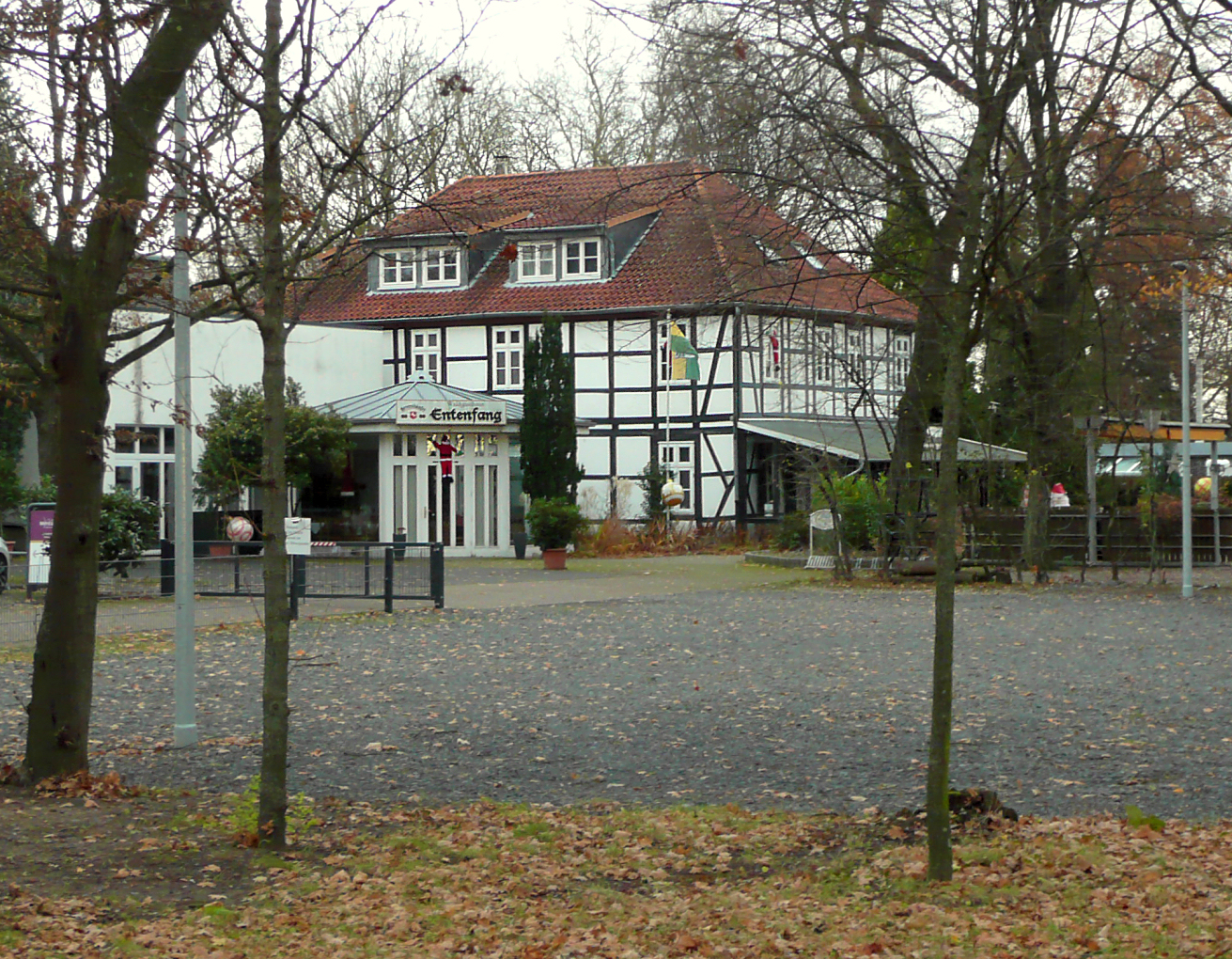
Waldgasthaus Entenfang

Das Waldgasthaus Entenfang ist ein historisches Fachwerkgebäude im Stadtteil Ledeburg in Hannover, das seit dem 19. Jahrhundert als Gaststätte genutzt wird.

## Beschreibung und Geschichte
Das Gebäude ist ein zweistöckiges Fachwerkhaus mit symmetrischer Fassadengliederung und klassizistischer Gestaltung unter einem Walmdach. Entstanden ist es 1687 als Gebäude an einem Entenfang, der am Stranggraben, dem heutigen Stöckener Bach, lag. Herzog Ernst August hatte in der Wald- und Heidelandschaft Fangteiche anlegen lassen, um die Hofküche des Herrenhäuser Schlosses mit Wildenten zu versorgen. Im Jahr 1766 gab Kurfürst Georg III. die Einrichtung wegen Sparmaßnahmen auf und verpachtete sie. 1832 übernahm Ludwig Becker das Gebäude und baute es 1835 in eine Gaststätte um. Nur wenige bauliche Reste aus dem 17. Jahrhundert sind dabei erhalten geblieben. 1843 wurden hinter dem Entenfang Teiche für eine Blutegelzucht angelegt. Auch diente das Gebäude als Försterwohnung und seit Ende des 19. Jahrhunderts wieder als Gaststätte. Denkmalschutz für das Gebäude besteht seit 1992.